# Idaea diphyes
Idaea diphyes är en fjärilsart som beskrevs av Louis Beethoven Prout 1931. Idaea diphyes ingår i släktet Idaea och familjen mätare. Inga underarter finns listade i Catalogue of Life.